# 6747 Ozegahara
6747 Ozegahara (1995 UT3) là một tiểu hành tinh vành đai chính được phát hiện ngày 20 tháng 10 năm 1995 bởi T. Kobayashi ở Oizumi. 